# Dendrobium vesiculosum
Dendrobium vesiculosum là một loài thực vật có hoa trong họ Lan. Loài này được M.A.Clem. & D.L.Jones mô tả khoa học đầu tiên năm 1996.